# Прапор Арбузинського району
Пра́пор Арбузи́нського райо́ну затверджений 22 червня 2007 року рішенням Арбузинської районної ради.

## Опис
Прямокутне полотнище з співвідношенням сторін 2:3 складається з двох горизонтальних рівновеликих смуг: верхньої жовтої та нижньої червоної. Біля древка зображено жовте коло в обрамленні колосків (умовний центр кола знаходиться на лінії перетину смуг); колоски розташовані на обох смугах в обернених кольорах.